# Jasminum grandiflorum
Il gelsomino di Spagna (Jasminum grandiflorum L., 1762) è una pianta rampicante della famiglia delle Oleacee.

## Descrizione
È una pianta rampicante sempreverde poco rustica, con foglie persistenti e fiori grandi che sbocciano dalla primavera all'autunno, e nelle regioni a clima mite anche d'inverno. Possiede rami piuttosto tortuosi dai quali dipartono i fiori più profumati tra tutte le specie di gelsomini, caratteristica che lo rende molto utilizzato nell'industria dei profumi. Predilige i climi miti e può raggiungere anche i 6 metri di altezza.

## Distribuzione e habitat
La specie è diffusa in Africa orientale (Eritrea, Ehiopia, Kenya, Somalia, Sudan, Rwanda e Uganda), nella Penisola arabica (Arabia saudita, Djibouti, Oman), nell'Asia meridionale (Pakistan, West Himalaya, Nepal, Bangladesh e Cina centro meridionale - Yunnan e Sichuan).
È ampiamente coltivato in tutto il mondo ed è naturalizzato in Guinea, Maldive, Mauritius, Riunione, Giava, Isole Cook, Chiapas, America centrale ed in parte delle Indie Occidentali.
È molto diffusa anche in Sicilia.